# 1923

## الاحداث

### يناير
- 9 يناير – ليتوانيا تبدأ ثورة كلايبيدا لضم منطقة كلايبيدا (إقليم ميميل)
- 11 يناير – على الرغم من الاحتجاجات البريطانية القوية ، تحتل قوات من فرنسا وبلجيكا منطقة الرور لإجبار ألمانيا على دفع تعويضات.
- 17 يناير (او 9 يناير) –أول رحلة للطائرة العمودية ، Cierva C.4 أوتوجايرو التابعة لخوان دي لا سيرفا ، في إسبانيا. (تم عرضه لأول مرة للجيش في 31 يناير).

## احداث اخرى
- تأسيس مدينة رامات هاشارون.
- تأسيس مدينة جبل إيسا وتقع حاليا في أستراليا.
- تأسيس مدينة نيا إيونيا وتقع حاليا في اليونان.
- تأسيس مدينة نيشير.
- تأسيس مدينة خانكندي وتقع حاليا في جمهورية مرتفعات قرة باغ.
- تأسيس مدينة فالكياكوسكي وتقع حاليا في فنلندا.
- 24 يوليو - إزالة الدولة العثمانية بوصفها دولة قائمة بحكم القانون.
- 29 أكتوبر - سقوط الدولة العثمانية وقيام جمهورية تركيا.
- 1 سبتمبر - زلزال مدمر يضرب مدينتي طوكيو ويوكوهاما مخلفا ما يزيد عن 150 الف قتيل وأكثر من مليوني مشرد.
- 23 سبتمبر - تأسيس الأنتربول في العاصمة النمساوية فيينا

## مواليد
- بندر بن عبد العزيز آل سعود
- مساعد بن عبد العزيز آل سعود
- فهد بن سعود بن عبد العزيز آل سعود
- عبد الله بن فيصل بن عبد العزيز آل سعود
- آرون سبيلنغ
- أبو القاسم الغماري
- أبو تراب الظاهري
- أحمد العدواني
- أحمد اللغماني
- أحمد بن عبد الرزاق حمودة
- أحمد عصمت عبد المجيد
- أرنست ماندل
- أندريا بونومي
- أندريه كامينسكي
- عمر بن أحمد جردي مدخلي
- أوري أفنيري
- أولجا كنوبلاخ فولف
- إد ماكماهون
- إدجار كود
- إيفا تسيلر
- البار عمر
- البشير المجدوب
- البشير حمزة
- الطيب بولحروف
- العربي بن مهيدي
- باقر علي خريبط
- باهينيو
- بن يوسف بن خدة
- بن ويدر
- بوب باركر
- تشارلتون هيستن
- توفيق صايغ
- ثريا حلمي
- جاك كيلبي
- جان بالوتش
- جان بيير باكريم
- جلال آل أحمد
- جمعة حماد
- جوتس شراجله
- جينو فالي
- حسين بن منصور العساف
- درية أحمد
- ديف اناند
- رسول حمزتوف
- روبرت ماكسويل
- رودولف ماركوس
- رينيه الثالث من موناكو
- سعيد لوتاه
- سليم رزق اللها
- سميحة خليل
- شافية أحمد
- شموئيل سامي
- شوساكو إندو
- صلاح سرحان
- عاصي الرحباني
- عبد الحليم خفاجي
- عبد الرحيم البرعي
- عبد العزيز بن عبد الله
- عبد العزيز بوراوي
- عبد اللطيف عبد الغني حمزة
- عبد المجيد رزق الله
- عبد المجيد مشوح
- عبد الهادي بوطالب
- عجاج نويهض
- عدنان الباجه جي
- عصمت سيف الدولة
- عصمت عبد العليم
- علي القرماسي
- فاتسلاف ييزيك
- فال فيتش
- فالتر يينس
- فالدير أزيفيدو
- فاوستو بابيتي
- فتحي الديب
- فرانسوا كافانا
- فيرناندو كابريتا
- فيسوافا شيمبورسكا
- فيليب أندرسون
- قحطان محمد الشعبي
- لخضر بن طوبال
- مارتينوس فيلتمان
- ماريا كالاس
- محمد الموجي
- محمد بحر العلوم
- محمد مصطفى بازامه
- محمد يزيد
- محمود أبو غريب
- محمود حماد
- محمود مرسي
- مسلم الملكوتي
- مصطفى سعيد الخن
- ميرتون ميلر
- نادين غورديمير
- ناظم الغبرا
- نبيل الدسوقي
- نزار قباني
- نزيهة الدليمي
- هالة خليل السكاكيني
- هلن الخال
- هنري كسنجر
- والتر كون
- ولتر غيلبرت
- يفراح نيعمان
- يوسف إبراهيم الغانم
- مارك الرياشي - صحفي لبناني.

### مارس
- 21 مارس -  نزار قباني، شاعر سوري.

### مايو
- 3 مايو -  - توفيق الدقن، ممثل مصري.
- 4 مايو -  عاصي الرحباني، موسيقي ومؤلف لبناني.
- 5 مايو -  ميخائيل ييغوروف، عسكري سوفييتي في الحرب العالمية الثانية.

### أغسطس
- 2 أغسطس -  شيمون بيريز.

### سبتمبر
- 23 سبتمبر -  محمد حسنين هيكل، صحافي مصري.

### نوفمبر
- 23 نوفمبر -  يوشيو شيراي، ملاكم ياباني.
- 27 نوفمبر -  حسن فتح الباب، شاعر وناقد أدبي مصري.

## وفيات
- ألكسندر ريبو
- أندرو بونار لو
- أوتو باهر هالفورسن
- إسماعيل صبري
- الهادي كعبار الشركسي
- توماس ميتشل كامبل
- توموسابورو كاتو
- رودولف هافل
- حسن بن حسين بن علي آل الشيخ
- سارة برنار
- سيد درويش
- غوستاف إيفل
- فيلهلم كونراد رونتغن
- كيت دوجلاس ويجين
- هنري هاريسون ماركهام
- هوراس بويس
- وارن هاردنج
- يوهانس ديديريك فان دير فالس
- محمود شكري الألوسي
- محمد بن علي الإدريسي

## نال جائزة نوبل
- في الفيزياء – الأمريكي روبرت ميليكان.
- في الكيمياء – النمساوي فريتز بريغل.
- في الطب – مناصفة بين الكنديان فردريك بانتنغ وجون مكليود.
- في الأدب – الأيرلندي وليم بتلر ييتس.
- في السلام – محجوبة.